# Трес Макнил
Трес Макнил (енгл. Tress MacNeille; Чикаго, 20. јун 1951) је америчка глумица најпознатија по раду на цртаним серијама Симпсонови и Футурама. Присутна је на пољу глуме од 1979. године.

## Гласовне улоге

### Симпсонови
- Агнес Скинер, мајка Симора Скинера
- Долф, један од тројице силеџија
- Бернис Хиберт, супруга доктора Хиберта
- куварица Дорис (у две епизоде)
- Брендин
- бројни епизодни ликови

### Футурама
- Мама
- Линда, водитељка
- Тини Тим, робот-сироче
- Мунда
- бројни епизодни ликови

### Остало
- Елвира, господарица таме - Моргана Талбот
- СВОТ мачке - Кели Бригс
- Млади мутанти нинџа корњаче - Кала, Зак
- Волтрон - Мерла
- Animaniacs - Дот, Марита

Појавила се и у два спота „Откаченог Ала“ Јанковика.